# Echinocardium fenauxi
Echinocardium fenauxi is een zee-egel uit de familie Loveniidae.
De wetenschappelijke naam van de soort werd in 1963 gepubliceerd door E. Pequignat.